# سبيكتر (شخصية)
سبيكتر هو بطل مخالف للعرف في دي سي كومكس من ابتكار جيري سيغل وعدة مؤلفين أخرين ظهرت الشخصية لأول مرة في فبراير 1940.